# Vicios de la voluntad
En Derecho, se denominan vicios de la voluntad, vicios del consentimiento o vicios de los actos voluntarios a ciertos defectos congénitos de ellos, susceptibles de provocar la invalidez de los actos que los padecen.

## Introducción
Un acto jurídico se reputa voluntario cuando es ejecutado con discernimiento, intención y libertad. Si falla cualquiera de estas características estamos frente a un acto jurídico que no producirá sus efectos propios.
Teniendo en cuenta estas características:
- Obstan el discernimiento: la inmadurez y la insania.

- Obstan la intención: el error o ignorancia y el dolo.

- Obstan la libertad: la violencia, la simulación y el fraude, aunque algunos estudiosos del derecho incluyen a la lesión.

Contendrán vicios del consentimiento aquellos actos jurídicos que no hayan sido realizados con intención y libertad, mientras que los realizados sin discernimiento serán actos jurídicos inexistentes.

## Vicios que afectan la intención
En Derecho el error es una "mala apreciación de la realidad determinada por la ignorancia, es decir, por no haber tenido la parte conocimiento de todas las circunstancias que influyen en el acto concertado, o por la equivocación, es decir, por no haber valorado exactamente la influencia de dichas circunstancias".

### Error
El error puede entonces ser equivocación o ignorancia, pero el resultado en ambos casos es el mismo; una falsa representación de la realidad, y eso en definitiva es el error. La duda en todo caso excluye al error, pues quien obra a sabiendas de que puede estar equivocado, desconociendo con exactitud las consecuencias de sus actos, no puede invocar luego su propio error. En error en cambio el sujeto desconoce ciertas consecuencias del acto que celebra y cree que su representación de la realidad es acertada.

#### Clases de error
El error en definitiva puede ser de dos tipos, error de hecho y error de Derecho. El primero es aquella falsa representación de la realidad que recae sobre situaciones fácticas, como creer comprar una vaca y en verdad comprar un cerdo (error in re), o dar un mandato a Juan cuando se da a Diego (error in persona), o celebrar una compraventa cuando celebró un usufructo (error in negotio) 
El segundo es aquel que recae sobre situaciones jurídicas, como suponer que el arrendador se hace dueño de cierta cosa, o que la compraventa de cosas inmuebles es consensual (en la mayoría de las legislaciones, que siguen la doctrina continental, la compraventa de inmuebles es solemne). 
El error de hecho es generalmente un vicio del consentimiento, mientras que el error de derecho es comúnmente rechazado como tal, siguiendo al código francés y a Pothier. El código civil chileno, en el artículo 1452 señala expresamente que el error sobre un punto de derecho no vicia el consentimiento, con ciertas excepciones en lo relativo al cuasicontrato de pago de lo no debido, que obedecen más que nada a un asunto de rechazo al enriquecimiento sin causa. 
Al menos en la legislación que sigue a Pothier, solo el error de hecho vicia el consentimiento. Pero éste no lo hace siempre, debiendo distinguir tres clases de error: error esencial u obstáculo, el error sustancial, o el error accidental. 

##### Error esencial
Error esencial u obstáculo es aquel que recae sobre la identidad del acto o contrato que se celebra, o sobre la identidad de la cosa que es objeto de dicho acto o contrato. Señala el artículo 1453 del Código Civil chileno que "El error de hecho vicia el consentimiento cuando recae sobre la especie de acto o contrato que se ejecuta o celebra, como si una de las partes entendiese empréstito y la otra donación; o sobre la identidad de la cosa específica de que se trata, como si en el contrato de venta el vendedor entendiese vender cierta cosa determinada, y el comprador entendiese comprar otra". 
Este error vicia siempre el consentimiento, y en su sanción se distingue entre quienes aceptan la teoría de la inexistencia, y quienes la rechazan. Los primeros señalan que en este caso no se configura consentimiento alguno y por tanto el acto o contrato debería ser sancionado como inexistente, para los segundos aquello es cierto, pero no contemplando el código civil (chileno) la sanción de inexistencia, debe aplicarse la de nulidad absoluta (1682).

##### Error sustancial
Este tipo de error se produce cuando, no habiendo error sobre la identidad de la cosa objeto del contrato, existe aquel sin embargo en alguna sustancia o calidad esencial que en realidad no tiene. Señala el artículo 1454 que "el error de hecho vicia asimismo el consentimiento cuando la sustancia o calidad esencial del objeto sobre el que versa el acto o contrato, es diversa de lo que se cree; como si por alguna de las partes se supone que el objeto es una barra de plata, y realmente es una masa de algún otro metal semejante". 
Es como si alguien creyera comprar un sillón dieciochesco que en verdad es contemporáneo, o creyera diamante el vidrio o vacuno la carne de caballo. Lo básico es que se trate de cualidades esenciales de la cosa. 

##### Error accidental
Señala finalmente el código de Bello en el artículo 1454 inciso segundo que "El error acerca de otra cualquiera calidad de la cosa no vicia el consentimiento de los que contratan, sino cuando esa calidad es el principal motivo de una de ellas para contratar, y ese motivo ha sido conocido de la otra parte". 
Así una pintura al óleo, realizada por un artista famoso que en verdad es de un novato. O el Error en la persona, donde señala el artículo 1455 que "el error acerca de la persona con quien se tiene intención de contratar no vicia el consentimiento, salvo que la consideración de esta persona sea la causa principal del contrato". Esto se refiere principalmente a los contratos intuito persona. 
En cuanto a la sanción, tanto el error sustancial y el accidental, cuando vician el consentimiento, se sancionan con nulidad relativa.

#### Especies de error
- Error de hecho: es el falso conocimiento que se tiene de las cosas.
- Error de derecho: es el falso conocimiento de la ley.

##### Error de hecho
- Error obstáculo: es aquel que no vicia la voluntad sino que la destruyen por completo. Es el error que recae sobre la naturaleza del acto (error in negotio) o sobre la identidad del objeto (error in corpore)
- Error esencial: es el error que versa sobre la persona con quien se celebra el acto (error in personam) o sobre la cualidad substancial de la cosa (error in substantia)
- Error ligero: es el referido a cualidades accidentales de la cosa, sobre su valor, sobre los motivos para contratar, etc.

Los dos primeros tipos de error de hecho son susceptibles de producir la anulación del acto que vician, pero el último no ejerce influencia alguna sobre la suerte del acto.

##### Error de derecho
La ley se presume conocida por todos, esta regla clásica que tiene su origen en el derecho romano (error juris nocet) tiene un claro fundamento que los autores han puesto siempre de relieve. De otro modo, la ley, perdería su carácter obligatorio conforme las personas aleguen su desconocimiento para librarse de su manda. Por ello el error de derecho no puede ser presentado como un vicio de la voluntad.

### Dolo
Los actos  no lícitos son actos voluntarios, reprobados por las leyes, que causan un daño imputable al agente en razón de dolo o culpa. El dolo es uno de los vicios de los actos voluntarios, conjuntamente con el error, la fuerza o intimidación, la simulación y el fraude.
Definición: "acción dolosa para conseguir la ejecución de un acto es toda aserción de lo que es falso o disimulación de lo verdadero, cualquier artificio, astucia o maquinación que se emplee con ese fin" (conf. Art. 931 Código Civil Argentino) Para Chile, el dolo es la maquinación fraudulenta empleada para engañar al autor o contraparte de un acto o contrato, con el fin de arrancarle una declaración de voluntad o modificarla en los términos deseados por el individuo que actúa dolosamente. Su reglamentación se encuentra en los artículos 1558 y 1459 del Código Civil chileno. Hay dolo cuando, con palabras o maquinaciones insidiosas de parte de uno de los contratantes, es inducido el otro a celebrar un contrato que, sin ellas, no hubiera hecho. (conf. Art. 1269 Código Civil Español)

#### Requisitos del dolo
Son cuatro los requisitos para que el dolo determine la anulación del acto:
- Que haya sido grave: es decir que se apto para engañar a una persona que pone un cuidado corriente en el manejo de sus asuntos. Si fuera tan grosera que una mínima precaución lo hubiera puesto al descubierto, el dolo no es grave.

- Que haya sido causa determinante de la acción del sujeto a quien se vicia la voluntad: se entiende por tal el engaño sin el cual el acto no se hubiera llevado a cabo.

- Que haya ocasionado un daño importante: es decir de una significación económica para la persona que lo sufre.

- Que no haya habido dolo recíproco: la justicia no puede ponerse a discutir sobre las trampas que empleen los inescrupulosos.

## Vicios que afectan la libertad

### Fuerza o intimidación
- La fuerza es el apremio físico o psicológico hecho sobre el sujeto con tal de que preste el consentimiento para la celebración de un acto jurídico. Se dice que hay dos tipos de fuerza: la física y la moral; la primera no es vicio del consentimiento pues no hay voluntad, hay una apariencia de voluntad que en verdad no existe. La fuerza moral es vicio del consentimiento, pues el sujeto presta su voluntad, aunque ésta no es libre ni espontánea, pues se le ha amenazado con un mal futuro que de no celebrar el acto le podría llegar a ocurrir.

## Vicios de los actos jurídicos

### Simulación
- Hay simulación cuando bajo la apariencia de un acto se oculta otro distinto o cuando el acto contiene cláusulas que no son sinceras, o fechas que no son verdaderas, o cuando por él se constituyen o transmiten derechos a personas interpuestas que no son aquellas para quienes en realidad se constituyen o transmiten.

Clases de Simulación:
- Absoluta y Relativa: Es absoluta cuando se celebra  un acto jurídico que nada tiene de real, y relativa cuando para dar una acto jurídico una apariencia que oculta su verdadero carácter.
- Lícita e Ilícita: No es reprobada por la ley cuando a nadie perjudica ni tiene un fin ilícito. Lícita no confiere acción alguna para dejar sin efecto al acto.Ilícita, cuando tiene un fin ilícito o perjudica a terceros.

### Fraude
- Hay fraude cuando una persona insolvente enajena bienes con el fin de sustraerlos a la ejecución de los acreedores, pero con una voluntad real, lo que distingue el acto fraudulento del acto simulado.

Así, el fraude de acreedores en sentido estricto, señala el maestro Guillermo Lohmann, es concisamente, un problema de comportamiento impropio o imperfecto del deudor ante una legitima aspiración del acreedor.
En sentido ortodoxo el fraude es siempre genuinamente doloso; ausencia consciente de buena fe y voluntad maliciosa de impedir el cobro del acreedor.
No hay que negar, que se puede cometer fraude a los acreedores mediante diversas formas, una de ellas es la simulación; se puede simular más acreedores, enajenar bienes ficticiamente, etc. Empero, todas estas modalidades de conductas dolosas – que suelen calificarse como delito civil- ofrecen un común denominador constituido por dos elementos que han de presentarse de consuno: a- un perjuicio a los acreedores; b- una deliberada intención del obligado de eludir sus compromisos o, si no hay tal intención, una conciencia que su conducta puede ser perjudicial.

### Lesión subjetiva
- "Cuando alguno, explotando la suma ignorancia, notoria inexperiencia o extrema miseria del otro, obtiene un lucro excesivo que sea evidentemente desproporcionado a lo que él por su parte se obliga, el perjudicado tiene derecho de pedir la rescisión del contrato, y de ser ésta imposible la reducción equitativa de su obligación. ..."[7]

- "También podrá demandarse la nulidad o la modificación de los actos jurídicos cuando una de las partes explotando la necesidad, ligereza o inexperiencia de la otra, obtuviera por medio de ellos una ventaja patrimonial evidentemente desproporcionada y sin justificación."[8]